# Pelitliyatak, Ünye
Pelitliyatak là một xã thuộc huyện Ünye, tỉnh Ordu, Thổ Nhĩ Kỳ. Dân số thời điểm năm 2010 là 2.97 người.